# Rigor Mortis (Band)
Rigor Mortis war eine US-amerikanische Thrash-Metal-Band aus Dallas-Fort-Worth-Metroplex, Texas, die im Jahr 1983 gegründet wurde, sich 1991 auflöste und 2005 wieder zusammenfand, ehe sie sich 2013 erneut auflöste.

## Geschichte
Die Band wurde im Jahr 1983 von den Schulfreunden Harden Harrison (Schlagzeug) und Casey Orr (E-Bass) gegründet, kurz nachdem sie auf den Gitarristen Mike Scaccia trafen. Nachdem sie einige lokale Auftritte hatten, erhielt die Band einen Vertrag bei Capitol Records, wo 1988 ihr selbstbetiteltes Debütalbum erschien. Auf dem Album war Bruce Corbitt als Sänger zu hören. Im Jahr 1989 wurde Corbitt durch Doyle Bright (Hallows Eve) ersetzt. Im selben Jahr erschien die EP Freaks bei Metal Blade Records, der 1991 das Album Rigor Mortis Vs. the World bei Triple X Records folgte. Im selben Jahr verließ Gitarrist Scaccia die Band, um Ministry beizutreten, wo er schon seit 1989 gelegentlich spielte. Nach der Auflösung der Band im Jahr 1991 trat Orr ebenfalls kurzzeitig Ministry bei, um Paul Barker zu ersetzen. 1994 trat er Gwar bei. Im Jahr 2005 fand die Band wieder zusammen. Es folgten diverse Konzerte, darunter auch ein Auftritt auf dem Ozzfest 2008. Im Februar 2012 wurde ein neues Album, Slaves to the Grave, aufgenommen. Im Dezember 2012 verstarb Gitarrist Scaccia nach einem Zusammenbruch auf einem Konzert in Fort Worth; anschließend löste sich die Band wieder auf. 2014 wollten die ehemaligen Mitglieder noch das fertige Slaves to the Grave-Album veröffentlichen, fanden jedoch kein Label. Über eine Crowdfunding-Kampagne wurden gut 20.000 US-Dollar eingenommen und in die Veröffentlichung des Albums investiert, das im Oktober 2014 erschien. Die verbliebenen Mitglieder treten gelegentlich unter dem Bandnamen "Wizards of Gore" auf.

## Stil
Die Band machte einen Wandel vom Speed Metal über Thrash Metal bis hin zum Death Metal durch. Die Musik auf dem selbstbetitelten Debütalbum wird als technisch anspruchsvoll und „rasend schnell“ beschrieben, wobei zeitgenössischen Kritiker die Lieder als „Musik vom Faß“ beschrieben und die Musik meist verriss. Die Texte beschreiben meist Horrorgeschichten, wobei diese „keineswegs schauerlicher als die von Slayer“ waren. Textlich inspiriert wurden die Mitglieder durch Horrorfilme wie Blutgericht in Texas oder Nightmare. Die Band betrachtet ihre Lieder als „kleine Geschichten über Tod und Verderben, mit dem Sinn die Leute zu unterhalten“. Auf der EP Freaks war Bright als neuer Sänger zu hören, der sich jedoch „haargenau wie sein Vorgänger anhört“.

## Diskografie
- Demo 1986 (Demo, 1986, Eigenveröffentlichung)
- Demons (Single, 1988, Capitol Records)
- Re-Animator / Bodily Dismemberment (Single, 1988, Capitol Records)
- Rigor Mortis (Album, 1988, Capitol Records)
- Freaks (EP, 1989, Metal Blade Records)
- Rigor Mortis Vs. the Earth (Album, 1991, Triple X Records)
- Slaves To The Grave (2014, Rigor Mortis Records)